# Кльоц Дмитро Віталійович
Дмитро Віталійович Кльоц (*15 квітня 1996, Рівне, Україна) — український футболіст, півзахисник клубу «Верес».

## Ігрова кар'єра
Вихованець рівненського футболу. З 2010 року навчався у Львівському державному училищі фізичної культури в групі Романа Гнатіва та Віталія Лобасюка. Після закінчення навчання футболіст був зарахований до юнацької команди «Карпат», якою керував Андрій Тлумак. Незабаром юнаків «зелено-білих» очолив Ігор Йовічевіч, з яким команда виграла бронзові медалі чемпіонату України 2013/14. Після цього успіху Йовічевич змінив Олександра Севідова на посту головного тренера команди Прем'єр-ліги. Кльоц почав наступний сезон в «Карпатах» U-21, де до кінця 2014 року провів 9 матчів і забив 1 гол. Після зимової перерви Йовічевич забрав Кльоца в першу команду.
У Прем'єр-лізі Кльоц дебютував 1 березня 2015 в матчі проти донецького «Металурга». Перший м'яч забив 28 листопада того ж року у ворота донецького «Олімпіка». За шість сезонів у складі львів'ян провів за команду 101 гру в рамках УПЛ та забив 1 гол.
У сезоні 2020/21 виступав у чемпіонаті Азербайджана в місцевій Прем'єр-лізі. За цей час встиг пограти дві команди — «Кешлю» та «Сабах». У червні 2021 року повернувся до України, підписавши дворічний контракт із рівненським «Вересом». Дебютував в УПЛ за рівнян 24 липня 2021 року у домашній грі проти ковалівського «Колоса» (0:0), а першим голом відзначився 29 серпня у виїзній грі проти чернігівської «Десни» (4:0). У сезоні 2022/23 відзначився неабиякою результативністю в рамках УПЛ, забивши 5 голів у ворота суперників рівнян.
| Сезон                | Команда              | Турнір               | М   | Г |
| -------------------- | -------------------- | -------------------- | --- | - |
| 2013/14              | «Карпати»            | Прем'єр-ліга         | 0   | 0 |
| 2014/15              | «Карпати»            | Прем'єр-ліга         | 10  | 0 |
| 2015/16              | «Карпати»            | Прем'єр-ліга         | 18  | 1 |
| 2016/17              | «Карпати»            | Прем'єр-ліга         | 17  | 0 |
| 2017/18              | «Карпати»            | Прем'єр-ліга         | 13  | 0 |
| 2018/19              | «Карпати»            | Прем'єр-ліга         | 21  | 0 |
| 2019/20              | «Карпати»            | Прем'єр-ліга         | 22  | 0 |
| Загалом за «Карпати» | Загалом за «Карпати» | Загалом за «Карпати» | 101 | 1 |
| 2020/21              | «Кешля»              | Прем'єр-ліга         | 13  | 1 |
| 2021                 | «Сабах»              | Прем'єр-ліга         | 6   | 0 |
| 2021/22              | «Верес»              | Прем'єр-ліга         | 8   | 1 |
| 2022/23              | «Верес»              | Прем'єр-ліга         | 27  | 5 |
| 2023/24              | «Верес»              | Прем'єр-ліга         | 9   | 0 |
| Загалом за «Верес»   | Загалом за «Верес»   | Загалом за «Верес»   | 44  | 6 |

## Виступи за збірні
У 2012 році провів сім матчів у складі юнацької збірної України U-17.